# Gillersdorf
Gillersdorf ist ein Ortsteil der Landgemeinde Stadt Großbreitenbach im Ilm-Kreis in Thüringen in Deutschland.

## Geografie
Gillersdorf liegt im Thüringer Wald, einem Mittelgebirge, das sich zwischen der Thüringer Ebene im Norden und dem fränkischen Berg- und Hügelland im Süden, von der Werra im Nordwesten bis an die Saale im Südosten erstreckt. Gillersdorf befindet sich in einer schwachen Einsenkung am südöstlichen Abhang des Langen Berges, am Rande des Thüringer Schiefergebirges. Das Geländeprofil des Ortes steigt vom Südwesten mit 655 m ü. NN auf 685 m ü. NN im Nordwesten an. Südlich des Ortes erstreckt sich die Großbreitenbacher Hochfläche, die kaum bewaldet ist und früher vor allem zur Schafzucht und zum Flachsanbau genutzt wurde. Der Ort ist vom Grundcharakter her ein typisches Straßenangerdorf. Der Anger ist durchschnittlich 20 m breit und ca. 600 m lang und mit Kastanienbäumen bepflanzt. Besonders hervorzuheben sind im Bereich dieses Angers der denkmalgeschützte, freistehende Uhrturm, die beiden nach historischen Vorbildern gestalteten Brunnen, sowie die aus Schiefergestein errichteten Bauten – Sitzgruppe am Uhrturm und Buswartehalle, die gleichzeitig als Info-Stand dient. Das Gemeindehaus bietet Räumlichkeiten für die Gemeindeverwaltung, für kleinere Veranstaltungen und Familienfeiern. Es beherbergt aber auch das Ortsmuseum mit seinen Ausstellungen zur Spielwarenherstellung, dem historischen Dachschieferabbau und der Muldenhauerei. Weitere öffentliche Einrichtungen sind die Gaststätte „Schwarzburger Hof“, die über eine Pension, zwei gemütliche Gasträume und einen Saal für 150 Sitzplätze verfügt, das Feuerwehrhaus mit Schulungsraum, der Sportplatz und der Kinderspielplatz.
Im Ortskern stehen die Wohngebäude vornehmlich giebelständig zum Anger oder zur Straße orientiert. Die vorherrschende Dachform ist entsprechend der Lage im Mittelgebirge und unter Berücksichtigung der zu erwartenden Schneelasten das Satteldach. Die in der Hauptsache mit Naturschiefer gedeckten Fachwerkhäuser sind bestimmend für das Ortsbild. Die Wetterbeständigkeit dieses natürlich vorkommenden Baumaterials steht damit ursächlich im Zusammenhang.
Nahe Gillersdorf entspringt der Breitenbach, ein Nebenfluss der Schwarza, der Großbreitenbach seinen Namen gab.

## Ortsname
Es muss angenommen werden, dass der Ort Gillersdorf nach seinem Gründer bzw. nach dem ersten Siedler benannt wurde. Es handelt sich wahrscheinlich um eine Kurzform von zweigliedrigen Vollnamen wie Giselhart oder Gisbert. 1452, dem Jahr der derzeit ersten urkundlichen Erwähnung nennt sich der Ort Giselsdorf. Der durch den Ort fließende Bach trägt den Namen Gille. Dieser Bachname muss getrennt vom Ortsnamen gesehen werde, denn er wurde abgeleitet von „Gülle“ – Lache, Pfütze.

## Nachbarorte
Im Uhrzeigersinn, beginnend im Norden: Ilmenau, Herschdorf, Friedersdorf, Großbreitenbach

## Geschichte
Im 13. Jahrhundert drangen fränkische Siedler und Bergleute in die höher gelegenen Landesteile des heutigen Thüringen vor, da in den engen Gebirgstälern nur noch wenige Siedlungsräume vorhanden waren. In dieser Zeit könnte auch der Ort Gillersdorf entstanden sein. Die windgeschützte Lage am Fuß des Langen Berges und die Nähe zum fließenden Wasser waren sicher ausschlaggebend für diesen Standort. Aber erst aus dem Jahr 1452 ist die derzeit erste urkundliche Erwähnung von Gillersdorf überliefert.
Während des Bauernkrieges 1525 vereinigte sich eine Vielzahl von Orten, zu denen auch Gillersdorf gehörte, zum sog. „Evangelischen Bruderbund“. Sie zogen nach Arnstadt, um dort dem Grafen Günther XXXIX ihre Forderungen zu unterbreiten. Der Aufstand wurde aber nach 14 Tagen blutig niedergeschlagen und die Anführer hingerichtet. Die Einführung der Reformation in der Grafschaft Schwarzburg-Arnstadt, zu der auch Gillersdorf gehörte, erfolgte 1531 durch Graf Günther XXXIX und dessen Sohn Graf Heinrich XXXII.
Während des Dreißigjährigen Krieges (1618–1648) war Gillersdorf auf Grund seiner Lage zwischen den Kriegsschauplätzen dauernden Truppendurchzügen und Einquartierungen ausgesetzt. Mehrfach suchten die Einwohner Schutz in den nahen Wäldern. 1740 wurden erstmals von Bauern des Ortes Kartoffeln angebaut. Während des Siebenjährigen Krieges (1756–1763) kam es zu ständigen Truppendurchzügen. Vieh, Wagen, und die Ernteerträge wurden geraubt. Der Ort hatte hohe Kontributionen zu leisten. 1772 herrschte eine große Hungersnot, die mit einer allgemeinen Teuerung einherging. An den Folgen starben viele Bewohner an Unterernährung. Während der Befreiungskriege (1813–1815) hatte Gillersdorf wiederum unter häufigen Truppendurchzügen zu leiden. Damit verbunden waren Vorspanndienste, Abgaben und Einquartierungen.
Am 2. August 1825 zerstörte ein Großbrand 46 Wohngebäude. Auch die Kirche, das Glockenhaus, das Pfarr-, Schul-, Brau- und Gemeindehaus wurden ein Opfer der Flammen. 1863 bestand bereits eine Vorstufe einer Pflichtfeuerwehr in Gillersdorf. 1872 wurde der Sportverein, der sich heute „SV Gillersdorf 1872 e. V.“ nennt, gegründet. Den ersten Telefonanschluss erhielt Gillersdorf 1907. 1911 erfolgte der Bau der zentralen Trinkwasserleitung und der Kanalisation. 1928 wurde Gillersdorf an das Ferngasnetz angeschlossen. In Verlängerung der Gaststätte „Schwarzburger Hof“ errichtete man 1969 das Kulturhaus.
In der Vergangenheit verdienten sich die Bewohner mit Handweberei, Dachschieferabbau, Muldenhauerei, Holzspielwarenherstellung und als Olitätenhändler ihr Brot. Eine kleine Landwirtschaft als Nebenerwerb betrieb fast jede Familie.
Gillersdorf wurde im Jahr 2002 als „schönstes Dorf des Ilmkreises“ ausgezeichnet. Im Rahmen des Landeswettbewerbes Unser Dorf soll schöner werden, unser Dorf hat Zukunft konnte der Ort 2003 den zweiten Platz in Thüringen belegen. Beim Wettbewerb auf Bundesebene zu diesem Thema erhielt Gillersdorf eine Silbermedaille.
Im Jahr 1843 hatte Gillersdorf 495 Einwohner. Schon damals wanderten viele Menschen auf Grund der in Gillersdorf herrschenden Armut aus. Bis 1918 gehörte der Ort zur Oberherrschaft des Fürstentums Schwarzburg-Sondershausen.
Bevor das Land Thüringen gegründet wurde, gehörte Gillersdorf zu der Oberherrschaft des Fürstentums Schwarzburg-Sondershausen. Die Verwaltung geschah über das Amt Gehren. Am 1. Mai 1920 erfolgte durch den Zusammenschluss der sieben ehemaligen Thüringer Herzog- bzw. Fürstentümer, zu denen auch das Fürstentum Schwarzburg-Sondershausen zählte, die Bildung des Landes Thüringen. 1922 schuf das Land Thüringen neue einheitliche Verwaltungsstrukturen. Es entstanden neun (seit 1926 10) Stadtkreise und 15 Landkreise. Gillersdorf gehörte künftig zum Landkreis Arnstadt. Nach der Machtergreifung der Nationalsozialisten 1933 wurde das Land Thüringen "gleichgeschaltet" und verlor faktisch seine Eigenstaatlichkeit. Nach dem Zweiten Weltkrieg wurde Anfang Juni 1945 die Provinz Thüringen als neue Verwaltungseinheit gebildet.
Ab 1949 gehörte Thüringen zur neugegründeten DDR. Am 25. Juli 1952 wurde das Land Thüringen aufgelöst. Aus seinem Territorium entstanden die Verwaltungsbezirke Erfurt, Gera und Suhl mit den gleichnamigen Bezirkshauptstädten. Ebenso erfolgte auch eine neue Kreisstruktur. Gillersdorf gehörte nun zum Bezirk Suhl und dem Kreis Ilmenau.
Nach der Wiedervereinigung Deutschlands wurde das Land Thüringen am 14. Oktober 1990 erneut gebildet. Die Landeshauptstadt ist Erfurt. Der Kreis, zu dem Gillersdorf jetzt gehörte, war identisch mit dem vorherigen Kreisgebiet und nannte sich "Landkreis Ilmenau". Mit dem 1. Juli 1994 hörten die Landkreise Arnstadt und Ilmenau auf zu existieren. Beide wurden zum sog. ILMKREIS vereinigt. Die Hauptstadt des neuen Kreises ist Arnstadt.
Die Entfernung zu der Kreisstadt Arnstadt beträgt ca. 35 km. Seit 1992 war Gillersdorf Mitglied der Verwaltungsgemeinschaft Großbreitenbach. Der Verwaltungssitz war in der Stadt Großbreitenbach. Mit Auflösung dieser am 1. Januar 2019 wurde Gillersdorf ein Ortsteil der Landgemeinde Stadt Großbreitenbach.
Gillersdorf zählte im Jahr 2015 250 Einwohner.

### Einwohnerentwicklung
Entwicklung der Einwohnerzahl:
| - 1843 – 495 - 1939 – 521 - 1989 – 422 - 2005 – 326 - 2010 – 282 - 2015 – 260 |

 Datenquelle: ab 1994 Thüringer Landesamt für Statistik – Werte vom 31. Dezember

## Kirchspiel Gillersdorf-Friedersdorf
Schon weit vor der Einführung der Reformation (1531) befand sich am Standort der heutigen Kirche eine kleine Kapelle, mit deren Name der Heiligen Anna gedacht wurde. In dieser Kapelle hat wöchentlich der Kaplan von Herschdorf für die Orte Gillersdorf und Friedersdorf die Messe gehalten. 1533 wurden beide Orte der Pfarrei Böhlen unterstellt. Wegen der akuten Baufälligkeit wurde die Kapelle 1588 erneuert und auch erweitert. 1637, im Dreißigjährigen Krieg, steckte durchziehendes Kriegsvolk die Kirche in Brand. 1724 war der Kirchturm so baufällig, dass er einzustürzen drohte. Die Glocken mussten heruntergenommen werden und fanden ihren Platz in einem eigens dafür errichteten Glockenhaus. Die Orte Gillersdorf und Friedersdorf lösten sich 1756 von der Pfarrei Böhlen und gründeten eine eigene mit Sitz in Gillersdorf. Im Siebenjährigen Krieg (1756–1763) wurde die Kirche wiederum ein Raub der Flammen. Eine Brandkatastrophe am 2. August 1825 legte fast den ganzen Ort in Schutt und Asche, wobei auch die Kirche bis auf die Grundmauern abbrannte. Am 19. Oktober 1829 wurde mit einem Festgottesdienst die neuerbaute Kirche eingeweiht. 1950 machten sich umfangreiche Reparaturarbeiten am Kirchendach und am Kirchturm erforderlich. Es erfolgte ebenfalls eine Sanierung der Orgel. 1996 wurde der Kirchturm neu beschiefert und erhielt einen neuen Turmknopf. In der Folgezeit machten sich mehrfach Schwammsanierungen im Innenbereich der Kirche erforderlich. Im August 2009 wurde die Pfarrei Gillersdorf-Friedersdorf aufgelöst. Die Orte Gillersdorf, Friedersdorf und Willmersdorf werden künftig von der Pfarrei Großbreitenbach verwaltet.
43 % der Einwohner gehörten 2011 der evangelischen Kirche an, 2 % sind katholisch. Die Dorfkirche Gillersdorf gehört der evangelisch-lutherischen Gemeinde, der auch die Protestanten aus Friedersdorf angehören; zuständig ist das Pfarramt Großbreitenbach im Kirchenkreis Arnstadt-Ilmenau der Evangelischen Kirche in Mitteldeutschland. Die wenigen Katholiken gehören zur Pfarrei St. Josef in Ilmenau.

## Kirche
Die Kirche befindet sich im östlichen Randbereich des Ortes. Sie ist ein in Ost-West-Richtung angelegtes rechteckiges, einschiffiges Bauwerk. Das auf den Natursteinunterbau aufgesetzte Holzmansardendach verfügt über einen dreiseitigen Ostabschluss. Der in westlicher Richtung auf das Gebäude aufgesetzte Turm trägt auf seinem quadratischen Schaft eine sechseckige Schweifkuppel. Diese wird von Laterne, kleiner Schweifkuppel und Turmknopf mit Wetterfahne bekrönt. Der Innenraum ist mit einer dreiseitig umlaufenden, zweigeschossigen Empore versehen. An der Ostseite ist der Kanzelaltar auf der Mittelachse angeordnet. Der durch eine Farbglaswand abgeteilte Chorraum dient als Sakristei. Gegenüber vom Altar befindet sich auf der zweiten Empore der in barocker Fassung ausgelegte Orgelprospekt.

## Politik

### Ortschaftsrat
Der Ortschaftsrat von Gillersdorf wurde erstmals zu den Kommunalwahlen in Thüringen am 26. Mai 2019 gewählt. Zuvor hatten seit der Bildung der Landgemeinde Großbreitenbach die ehemaligen Mitglieder des Gemeinderates als Ortschaftsräte fungiert.
Den Ortschaftsrat bilden neben dem Ortschaftsbürgermeister vier weitere Mitglieder, die alle der Freien Wählergemeinschaft Gillersdorf angehören.

### Ortschaftsbürgermeister
Der Ortschaftsbürgermeister von Gillersdorf ist seit dem 1. Juli 2022 Axel Enders. Zuvor war seit 2016 Ramona Pabst die ehrenamtliche Bürgermeisterin bzw. seit der Bildung der Landgemeinde Großbreitenbach 2019 die Ortschaftsbürgermeistern.

## Wirtschaft und Verkehr

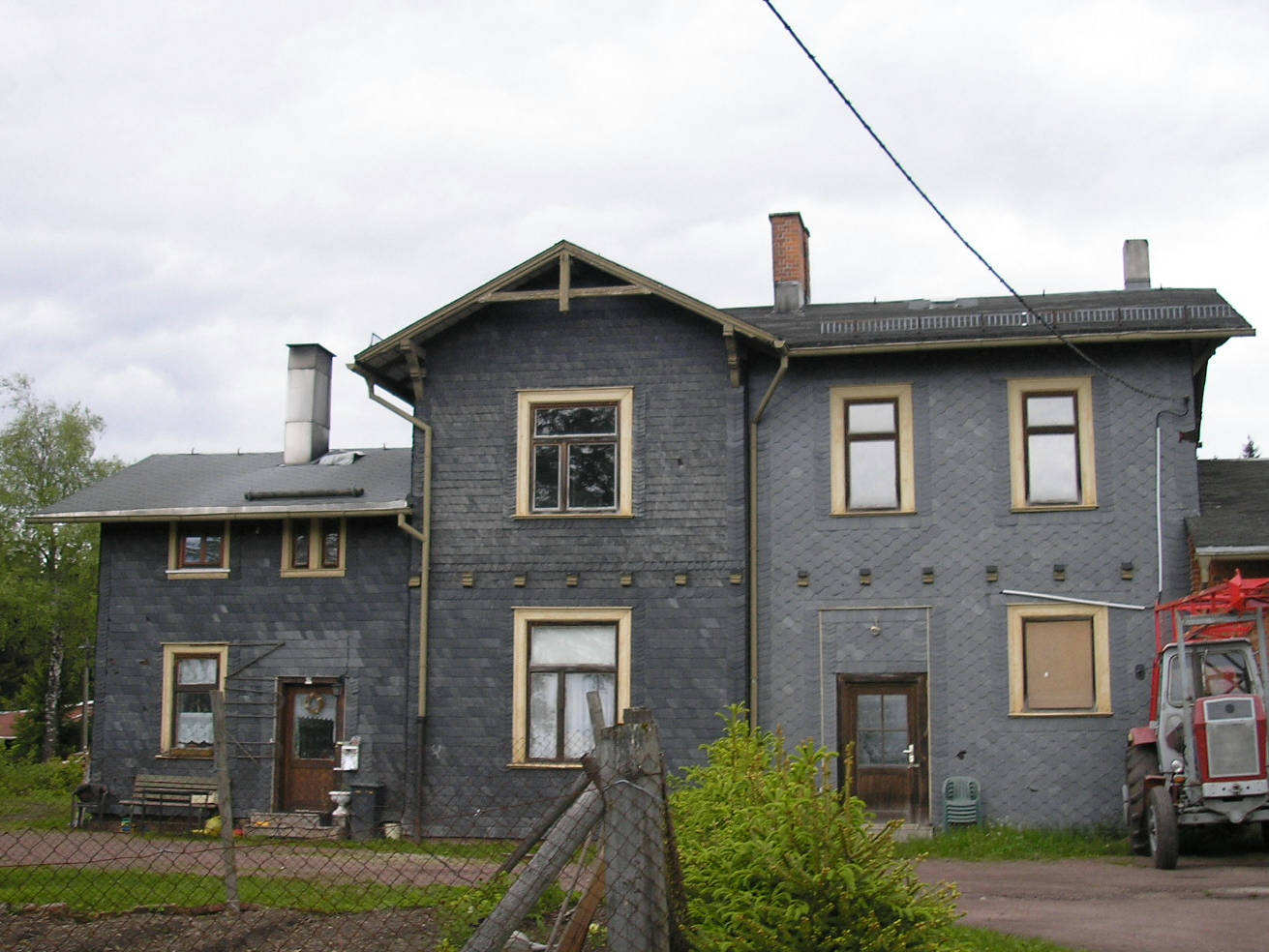
Haltepunkt Neustadt-Gillersdorf

Gillersdorf war über Jahrhunderte von der Weberei als dominierenden Wirtschaftszweig geprägt. Des Weiteren wurden im Ort bis 1911 Schiefer abgebaut und bis 1934 Holzspielwaren in der einzigen Fabrik des Ortes produziert. Zu DDR-Zeiten arbeiteten die meisten Gillersdorfer in Großbreitenbach.
Straßen verbinden den Ort mit Großbreitenbach, Böhlen und Herschdorf. Von 1882 bis 1998 besaß der Ort einen Eisenbahnanschluss an der Bahnstrecke Ilmenau–Großbreitenbach über den Bahnhof Neustadt-Gillersdorf an der Hohen Tanne, der etwa 2 km südwestlich des Ortes lag. Durch Gillersdorf verläuft der Tunnel Silberberg der Schnellfahrstrecke Nürnberg–Erfurt.

## Persönlichkeiten
- Johann Samuel Ferdinand Blumröder (* 27. Juli 1793 in Gillersdorf; † 31. Oktober 1878 in Erfurt), evangelisch-lutherischer Geistlicher[9]
- Albin Kirsch (1852–1928), deutscher Fabrikant und Politiker